# Claire Sainte-Soline
Nelly Fouillet dite Claire Sainte-Soline, née  le 18 septembre 1891 à Melleran et morte le 14 octobre 1967 à Paris, est une femme de lettres française.
Entre 1934 et 1967, elle écrit 19 romans et 4 recueils de nouvelles. Son premier ouvrage suscite l'admiration d'André Gide. Un travail assidu, presque infatigable, lui permet de publier à un rythme régulier, quasiment annuel. 
Elle siège au jury du Prix du Roman populiste, du PEN Club de France et du Prix Femina, dont elle assure la vice-présidence.

## Biographie
Nelly Éva Marguerite Fouillet naît le 18 septembre 1891 à Melleran, village des Deux-Sèvres. 
Ses parents, Pierre Fouillet (La Ferrière-en-Parthenay 1867 - Niort 1950) et Henriette Léontine Barbeau (Melleran 1864 - Niort 1932), sont instituteurs. Radical-socialiste proche du Centre droit, son père est maire de Niort de 1932 à 1935.
Elle fréquente les lycées de Niort et de Bordeaux puis entre en 1912 à l'École normale supérieure de Sèvres. Étudiante brillante, elle obtient une double agrégation de sciences physiques et naturelles et de physique-chimie. Assistante de Camille Matignon (élève de Marcellin Berthelot), elle participe à la recherche scientifique en chimie. 
Malgré ces remarquables dispositions, elle obéit à son père et embrasse une carrière de professeur pour enseigner successivement à :
- La Châtre ;
- Blois et Grenoble (de 1915 à 1919) ;
- Auxerre (de 1919 à 1924) ;
- Paris (lycée Fénelon, de 1924 à 1956) ;
- Fès, au Maroc (lycée Moulay Idriss, de 1956 à 1958).

Sous le pseudonyme de Claire Sainte-Soline inspiré par la commune éponyme de son département natal, elle publie en 1934 son premier roman, Journée, qui évoque la vie d'un village poitevin et lui vaut l'année suivante le Prix Minerva. Parmi une vingtaine d'œuvres, Le Dimanche des Rameaux (1952), D'amour et d'anarchie (1955)  et La Mort de Benjamin (1957) passent pour ses plus belles réussites.
En 1950, elle devient membre du jury du Prix du Roman populiste. 
La parution du recueil de nouvelles Mademoiselle Olga, en 1954, suscite les éloges des critiques littéraires. En 1957, elle manque d'une voix le Prix Femina, ce qui lui vaut la notoriété. Mais dès l'année suivante, elle entre au jury de ce prix.
Elle est vice-présidente du PEN Club de France et chevalier de la Légion d'honneur. Elle voyage dans toute l'Europe, visite l'Inde et le Japon.
Souffrant d'un cancer du sein depuis une dizaine d'années, elle meurt le 14 octobre 1967 à l'hôpital de la Cité universitaire (Paris - 14e arrondissement).
Elle est inhumée le 17 octobre au cimetière des Sablières à Niort, auprès de ses parents (2e division - carré D - tombe 43).

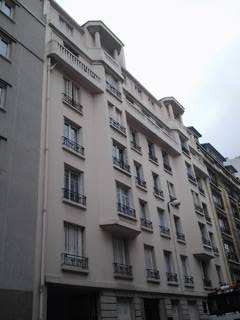
Immeuble sis 34 rue du Cotentin (Paris -), où vécut Claire Sainte-Soline. Août 2015.

## Vie privée
En 1918, Nelly Fouillet épouse l'artiste-peintre Louis Coquard (Ambrault 1895 - Noirmoutier-en-l'Île 1989), dont elle se sépare assez tôt puis divorce en 1941.
À Paris, elle réside 34 rue du Cotentin.
Sa fille Paulette Coquard (Saint-Romans-lès-Melle 1919 - Noirmoutier-en-l'Île 1999) est la première épouse du romancier et académicien Pierre Moinot.
Elle noue une amitié durable avec des personnes aussi diverses que la pédagogue Angela Medici (1902-2001), l'écrivain Alexandre Vialatte, le dramaturge Jean-Claude Brisville, le philosophe Jean Hyppolite ou l'antiquaire Robert Capia. 

## Style littéraire
Claire Sainte-Soline pratique une écriture précise et rigoureuse, héritée de sa formation scientifique et propre à son métier d'enseignante. Sobre, dense et incisif, son style s'inspire des romanciers français de la fin du XIXe siècle. Derrière des vies ou lieux d'apparence banale, elle traque un monde de mystère et de secrets avec un art qu'admirera François Nourissier. D'une lucidité méticuleuse, elle analyse sans complaisance, avec ironie et même dureté, l'âpreté et l'immoralité humaines. Elle met volontiers en scène des personnages laissés pour compte, que l'adversité a rendus veules ou méchants. Ses récits se déroulent dans une atmosphère souvent sombre et glacée, voire cruelle. Pour la plupart, ils exposent le dénouement rapide - en une seule journée - d'un conflit de longue date mais larvé. Leur lecture déstabilise et questionne :
« C'est une œuvre dérangeante, aux personnages ambivalents, où la grisaille du quotidien laisse entrevoir des fractures douloureuses de révoltes non abouties, de lâchetés inavouées, de violence sourde. Une œuvre où les seules douceurs semblent venir d'un amour de la nature qui fait entendre, en opposition à l'ambiguïté des rapports humains, ses harmonies sereines de lumière, de couleurs, de parfums ».
D'esprit humaniste mais indépendant, voire frondeur, peu soucieuse des modes et même volontiers anticonformiste, Claire Sainte-Soline refuse les thèses du Nouveau roman.
Dans son Journal, André Gide écrit, admiratif, que certaines pages de Journée lui font penser aux meilleures de Marguerite Audoux.

## Œuvres

### Romans
- Journée (1934, Rieder) - dédié à ses parents ; serait inspiré d'un meurtre familial aux environs de Lezay ;
- Antigone ou l'Idylle en Crète (1936, Rieder) ;

- Les Sentiers détournés (1937, Rieder) ;
- Le Haut du Seuil (1938, Rieder) - dédié à son frère René ;
- La Montagne des Alouettes (1940, Presses universitaires de France) - chronique villageoise ;
- Irène Maurepas (1942, Presses universitaires de France) ;
- Et l'enfant que je fus... (1944, Presses universitaires de France). Probable réédition de L'enfance de Manelle (sans date, entre 1941 et 1944, Éditions de la Toison d'Or) - dédié à Angela Medici ; autobiographie inspirée de souvenirs de jeunesse à Rom et à Montalembert[1] ;
- Belle (1947, Presses universitaires de France) ;
- Le Mal venu (1950, Éditions Stock) ;
- Le dimanche des Rameaux (1952, Éditions Grasset) - une femme prend soudain conscience de la tyrannie de son époux et s'en libère ;
- Reflux (1953, Éditions Grasset) ;
- La mort de Benjamin (1957, Grasset) - qui manque d'une seule voix le Prix Femina ;
- Castor et Pollux (1959, Grasset)[a] ;
- Le Menteur (1961, Grasset) ;
- Si j'étais hirondelle (1964, Grasset) - dédié à Louis Blaizot ; tragédie où les personnages accomplissent un destin qu'ils réprouvent ;
- Les années fraîches (1966, Grasset) - souvenirs autobiographiques d'une enfant solitaire et mal-aimée.

### Nouvelles
- Mademoiselle Olga (12 nouvelles - 1954, Grasset) ;
- De la rive étrangère (9 nouvelles - 1962, Grasset) ;
- Noémie Strauss (9 nouvelles, dont celle du titre évoque une femme perverse qui conduit ses amies au suicide - 1965, Grasset) ;
- En souvenir d'une marquise, préfacé par Robert Kanters (dix nouvelles - 1969, Grasset).

### Essai
- Mon dernier quart d'heure (4 pages dans la La Nouvelle Revue française du 6 décembre 1967).

### Recueils de témoignages
- D'une haleine - récit d'une femme du peuple de Paris  (1935, Rieder) ;
- D'amour et d'anarchie (1955, Grasset) - vie d'un couple d'artisans avant la Première Guerre mondiale.

### Récits de voyage
- Grèce (1952, Pierre Cailler éditeur, Genève) ;
- Maroc (1954, Pierre Cailler éditeur, Genève).

### Vulgarisation scientifique
- Petite physique pour les non physiciens (1943, Presses universitaires de France).

### Traduction
- Hécube échevelée, traduction française d'un roman de l'écrivain grec Vassilis Loulis[1].

## Citations
- Je suis trop paresseuse pour être ambitieuse (La Nouvelle République - décembre 1957, après avoir manqué d'une seule voix le Prix Femina).
- Je suis l’étrangère, celle qui n’est pas à sa place[réf. nécessaire].
- Il y a trop d'inégalités par le monde. La misère des autres pèse sur moi. J'en arrive à ne plus respirer à l'aise (D'une haleine).
- La seule chose, c'est d'aller à fond dans son propre sens (conseil donné à un jeune écrivain)[6].
- Un écrivain n'a pas droit à plus de considération qu'un boulanger[8].
- L'art est un guet-apens[réf. nécessaire].
- J'ai eu deux vies : celle de professeur et celle d'écrivain (propos tenus à la fin de son existence)[5].
- Je n'ai aucune imagination et tout ce que j'écris c'est à partir de ma vie[9].
- Les profondeurs sourdes et noires du sommeil me sont depuis longtemps refusées (Le dimanche des Rameaux).
- Je me plais dans la brume et le crachin (Les années fraîches).
- Qu'on me laisse ; je n'ai plus besoin de rien ni de personne. Bientôt, je vais être une chose ; je ne veux pas que l'on voie cette chose à ma ressemblance qui laissera toute question, toute tendresse, tout regard sans réponse (Mon dernier quart d'heure).
- Les vrais éloges, ceux qui encouragent et vont au cœur, parviennent ainsi d'inconnus. On est alors certain que l'écho est sincère, certain d'avoir été compris et d'avoir apporté quelque chose, si peu que ce soit (en réponse à un lecteur de son pays natal, qui lui exprime son admiration)[10].

## Postérité
À Niort :
- une allée du quartier de la Milaterie reçoit son nom en décembre 1996 ;
- la Médiathèque Pierre Moinot détient un fonds d'archives Claire Sainte-Soline ;
- l'allée du cimetière des Sablières où elle repose porte son nom.

Le 14 octobre 2017, deux manifestations locales marquent le cinquantenaire de sa mort : 
- Melleran, sa ville natale, donne son nom à l'école maternelle et primaire où enseignèrent ses parents. Les plaques commémoratives apposées à cette occasion citent l'écrivaine : « Tout enfant possède plus de science qu'on ne croit, mais une science qu'il a peine à extraire des profondeurs et qu'il est encore incapable d'exprimer, faute de vocables » ;
- l'animatrice littéraire Nathalie Jaulain lit certains de ses textes à la Médiathèque Pierre Moinot de Niort.

## Sources
- Le Courrier de l'Ouest du 2 décembre 1959 : J'adore les Mellois, nous déclare la nouvelle vice-présidente du "Femina", par Léon Lelong.
- Le Courrier de l'Ouest du 30 novembre 1963 : Grâce à Mme Claire Sainte-Soline les cyprès vont à nouveau "spiritualiser" et "helléniser" le paysage des Deux-Sèvres.
- Le Courrier de l'Ouest du 16 octobre 1967 : La mort continue de faucher (...) Claire Sainte-Soline (du Fémina) disparaît également, par Léon Lelong.
- Le Courrier de l'Ouest du 18 octobre 1967 : L’Université et les Lettres ont dit un dernier adieu à Claire Saine-Soline.
- Le Soir du 19 octobre 1967 : Adieu, Claire Sainte-Soline par Constant Burniaux, de l'Académie royale de langue et de littérature françaises de Belgique).
- Le Figaro littéraire du 23 octobre 1967 : La mort de Claire, par Maurice Chapelan.
- La Nouvelle République du 31 octobre 1967 (date à préciser) : La romancière Claire Sainte-Soline  n'est plus.
- La Nouvelle République du 24 janvier 1997 : Enquête sur un écrivain disparu, par Yves Revert.
- La Nouvelle République du 31 janvier 1997 : Le filleul de Claire Sainte-Soline témoigne, interview du docteur Jean-Charles Medici.
- La Nouvelle République du 14 octobre 1997 : Une romancière à l'honneur - Jean-Pierre Giraudoux (fils de Jean) évoque son amie Claire Sainte-Soline.
- La Nouvelle République du 15 septembre 2007 : Plus de 100 auteurs mellois à découvrir avec la Vestegaille, par Jean-Claude Pommier.
- La Nouvelle République du 24 mai 2014 : Claire Sainte-Soline au Toit aux livres.
- Le Courrier de l'Ouest du 14 octobre 2017 : Comme une chanson douce.
- La Nouvelle République du  17 octobre 2017 : Le souvenir de Claire Sainte Soline.